# (187304) 2005 UV
(187304) 2005 UV (2005 UV, 2001 YB33) — астероїд головного поясу, відкритий 23 жовтня 2005 року.
Тіссеранів параметр щодо Юпітера — 3,377.